# 고스트 라이더 (영화)
《고스트 라이더》(영어: Ghost Rider)는 2007년 개봉한 미국의 슈퍼히어로 영화이다.
2012년 속편 《고스트 라이더: 복수의 화신》이 개봉하였다.

## 줄거리
악마 메피스토펠레스는 그의 현상금 사냥꾼인 고스트 라이더를 천 개의 어둠의 영혼을 통제하기 위한 산 벤간자 계약을 회수하러 보낸다. 이 계약이 메피스토펠레스에게 지상에 지옥을 가져올 힘을 줄 것이라는 것을 안 라이더는 거부하고 그것을 가지고 도망친다. 1986년, 메피스토펠레스는 17세의 조니 블레이즈에게 접근하여 조니의 영혼과 교환하여 그의 아버지의 암을 치료해 주겠다고 제안한다. 다음날 아침, 조니는 암이 치료된 것을 발견하지만, 그의 아버지는 스턴트 사고로 입은 화상으로 인해 나중에 사망한다. 조니는 메피스토펠레스가 아버지의 죽음을 초래했다고 비난하지만, 메피스토펠레스는 자신의 계약 부분이 이행되었다고 생각하며 조니의 영혼을 취하면서 다시 만나겠다고 약속한다. 조니는 계획했던 대로 여자친구 록산느 심슨과 도망치는 대신 그냥 떠나버린다.
현재, 조니는 유명한 오토바이 스턴트맨이 되었다. 그는 세미 트럭 밭 위를 뛰어넘는 거의 치명적인 추락에서 살아남는다. 나중에 그는 자신의 전 여자친구인 록산느를 만난다. 그녀는 이제 뉴스 기자이며, 조니가 블랙호크 헬리콥터 위로 축구장을 가로지르는 오토바이 스턴트를 성공시키기 직전이었다. 그는 그녀를 저녁 식사 데이트에 초대한다. 한편, 메피스토펠레스의 아들 블랙하트가 지구에 와서 숨겨진 존재들(공기, 흙, 물의 원소와 결합된 세 명의 타락한 천사)에게 산 벤간자의 잃어버린 계약을 찾는 데 도움을 요청한다.
메피스토펠레스는 조니를 새로운 고스트 라이더로 만들고, 블랙하트를 물리치면 그의 영혼을 돌려주겠다고 제안한다. 조니는 고스트 라이더로 변신하여 살이 해골에서 불타오르고, 흙의 천사 그레실을 죽인다. 그런 다음 그는 속죄의 시선(죄를 지은 필멸자들이 자신이 다른 사람들에게 입힌 모든 고통을 느끼게 하는 힘)을 거리의 불량배에게 사용하여 그의 영혼을 태운다. 다음날, 그는 고스트 라이더의 역사를 아는 관리인이라는 남자를 만난다. 그는 조니에게 일어난 일이 실제이며 다시 일어날 것이라고 확신시키는데, 특히 밤에 그가 악한 영혼 근처에 있을 때 그렇다.
조니는 전날 밤의 사건을 뉴스에 보도하고 있는 록산느를 찾으러 떠난다. 집에서 조니는 자신의 화력을 제어하려고 한다. 바람맞힌 것에 화가 난 록산느가 마을을 떠나기 전에 방문하고, 조니는 자신이 악마의 현상금 사냥꾼임을 드러낸다. 설득되지 않은 그녀는 믿을 수 없다는 듯이 떠난다. 조니는 범죄 현장에서 그의 자동차 번호판이 발견되어 블랙하트가 저지른 살인으로 감옥에 갇히게 되고, 그곳에서 조니는 몇몇 죄수와 공기의 천사 아비고르를 죽이고 경찰에게서 탈출한다. 그는 관리인에게 돌아가서, 관리인은 그에게 산 벤간자 계약을 숨긴 그의 전임자 카터 슬레이드가 텍사스 레인저였다고 말한다. 집에서 조니는 블랙하트가 그의 친구 맥을 죽이고 록산느를 인질로 잡았으며, 조니가 계약을 넘겨주지 않으면 그녀를 죽일 의도임을 알게 된다. 조니는 블랙하트에게 속죄의 시선을 사용하려고 하지만, 블랙하트에게 영혼이 없기 때문에 효과가 없다. 블랙하트는 조니에게 계약을 회수하여 산 벤간자에서 자신에게 가져오라고 명령한다.
조니는 록산느를 구하기 위해 계약을 요구하며 관리인에게 돌아간다. 관리인은 그것이 삽 안에 숨겨져 있다고 밝히며, 조니가 탐욕이 아닌 사랑을 위해 자신의 영혼을 팔았기 때문에 그의 전임자들보다 강하다고 말한 후 그것을 그에게 준다. 관리인은 블레이즈와 함께 변신하여 그가 실제로는 카터 슬레이드임을 드러낸다. 슬레이드는 조니를 산 벤간자로 안내하고 레버 액션 산탄총을 준 후 작별 인사를 하고, 마침내 저주를 떨쳐내고 말을 타고 사라지면서 먼지로 변한다.
물의 천사 왈로우를 죽인 후, 조니는 블랙하트에게 계약을 준다. 그는 고스트 라이더로 변신하여 블랙하트를 제압하지만, 해가 뜨자 힘을 잃는다. 계약을 사용하여 천 개의 영혼을 흡수한 블랙하트는 이제 자신을 리전이라고 부르며 조니를 끝장내려 하지만, 록산느가 조니의 산탄총을 사용하여 그들을 분리시키면서 주의가 분산된다. 조니는 총으로 블랙하트를 쏘는데, 그림자에 총을 들고 그의 힘으로 그것을 강화할 수 있도록 한다. 자신의 몸을 그림자에 유지한 채 다시 변신하고 속죄의 시선을 사용하여 블랙하트 안에 있는 모든 타락한 영혼을 태워 혼수상태로 만든다. 메피스토펠레스가 나타나 계약이 완료되었음을 선언하고 고스트 라이더의 저주를 돌려주겠다고 제안한다. 더 이상 누구도 다른 거래를 하지 못하게 하겠다고 결심한 조니는 거절하며, 자신의 힘을 악마와 무고한 사람들에게 닥치는 모든 해악에 맞서 사용하겠다고 선언한다. 격분한 메피스토펠레스는 조니에게 대가를 치르게 할 것이라고 맹세하고 블랙하트의 시체와 함께 사라진다. 록산느는 조니에게 그가 두 번째 기회를 얻었다고 말하며 키스한다. 조니는 오토바이를 타고 떠나며 고스트 라이더로서의 새로운 삶을 준비한다.

## 출연진
- 니컬러스 케이지 - 조니 블레이즈 / 고스트 라이더 역
  - 맷 롱 - 어린 조니 블레이즈 역
- 에바 멘데스 - 록샌 심프슨 역
  - 러켈 얼레시 - 어린 록샌 심프슨 역
- 웨스 벤틀리 - 블랙하트 역
- 샘 엘리엇 - 카터 슬레이드 역
- 도널 로그 - 맥 역
- 피터 폰다 - 메피스토펠레스 “메피스토” 역
- 브렛 컬런
- 매슈 윌킨슨
- 레블 윌슨

## 흥행
- 대한민국: 관객수 37만 명